# هانس نواك
هانس نواك (بالألمانية: Hans Nowak)‏ (9 أغسطس 1937 غلزنكيرشن ألمانيا - 19 يوليو 2012) هو لاعب كرة قدم ألماني سابق كان يلعب كمدافع، شارك في كأس العالم لكرة القدم 1962.

## مسيرته الكروية
لعب هانس نواك خلال مسيرته الاحترافية مع 3 أندية في أحد عشر موسمًا وسجل خلالها 31 هدفًا ضمن 194 مباراة. حيث فاز في موسمين بالكأس ولم يفز بأي دوري.
خاض هانس نواك مسيرته مع نادي شالكه 04 في موسم 1958–59 ليلعب معه سبعة مواسم، مشاركًا في 145 مباراة سجل خلالها 27 هدفًا. ثم انتقل إلى نادي بايرن ميونخ في موسم 1965–66 واستمر معه طيلة ثلاثة مواسم، حيث شارك في 37 مباراة سجل خلالها 4 أهداف. لينتقل بعدها إلى نادي كيكرز أوفنباخ في موسم 1968–69 لمدة موسم واحد، مشاركًا في 12 مباراة ولم يسجل أي هدف.

## روابط خارجية
- هانس نواك على موقع الاتحاد الدولي (مؤرشف)  (الإنجليزية)
- هانس نواك على موقع قاعدة بيانات كرة القدم.إي يو (الإنجليزية)
- هانس نواك على موقع بيانات كرة القدم. دي إي (الألمانية)
- هانس نواك على موقع ناشيونال فوتبول تيمز (الإنجليزية)
- هانس نواك على موقع عالم كرة القدم.نت (الإنجليزية)